# 072II型大型登陆舰
072II級登陸艦（北約代號Yuting-class，或译“玉亭”級），首艦建造于1990年代。
072II目前生产了4艘。舷號930，931，932，933。

## 同類艦隻
相较于072型基本型，基本相同，外形上最大的区别在于武器系统。由于北约认为其改动不足以单独成级，故该型也被叫做“玉康”级。该型同基本型相比，火炮的数量及威力已经大大减少。舰上共部置1门66式双联装57毫米舰炮和3门61式双联装37毫米舰炮。57毫米炮布置在舰首，同基型相同。舰尾副甲板上被换成37毫米炮，炮的体积明显比57毫米炮小一圈，且身管比57毫米炮短，区别较明显。若只从尾部观察此型和基型舰，这点就是最重要的区分标志了。另外，舰桥前以两门37毫米炮替代了基型的57毫米炮，而且基型上的4门25毫米炮在该型上被全部取消。至于桅杆、副甲板支撑柱等易识别点都与基型相同。

## 外部連結
- 东方网：072Ⅱ改进型“玉康”级登陆舰
- 072-II型大型登陆舰（页面存档备份，存于）